# The Doors - The Platinum Collection
The Doors - The Platinum Collection är en samlings-CD med The Doors från 2008 utgiven på Warner Platinum/Rhino 8122-79930-4. Skivan ingår i serien The Doors - The Platinum Collection.

## Låtlista
1. Moonlight Drive (Morrison/Krieger/Manzarek/Densmore) P 1967
2. Soul Kitchen (Morrison/Krieger/Manzarek/Densmore) P 1967
3. Bird of Prey (Morrison/Krieger/Manzarek/Densmore) P 1995
4. Take It As It Comes (Morrison/Krieger/Manzarek/Densmore) P 1967
5. You're Lost Little Girl (Morrison/Krieger/Manzarek/Densmore) P 1967
6. My Eyes Have Seen You (Morrison/Krieger/Manzarek/Densmore) P 1967
7. The Wasp (Texas Radio and the Big Beat) (Morrison/Krieger/Manzarek/Densmore) P 1971
8. Summer Almost Gone (Morrison/Krieger/Manzarek/Densmore) P 1968
9. The Spy (Morrison) P 1970
10. Tell All The People (Krieger) P 1969
11. Queen of the Highway (Morrison/Krieger/Manzarek/Densmore) P 1970
12. Shaman's Blues (Morrison) P 1969
13. Hyacinth House (Morrison/Krieger/Manzarek/Densmore) P 1971
14. Cars Hiss By My Window (Morrison/Krieger/Manzarek/Densmore) P 1971
15. Love Street (Morrison/Krieger/Manzarek/Densmore) P 1968

Enligt informationen på skivan har man gjort ett urval av The Doors' låtar från hela deras karriär. Bland de låtar som nämns är bland annat Five To One från albumet Waiting for the Sun och L.A. Woman från albumet med samma namn. Dessa låtar saknas emellertid på skivan. Detta tyder på att skivan är slarvigt planerad och att man bytt ut låtsammansättningen utan att ändra medföljande information. Anmärkningsvärt är också att man gett ut ett samlingsalbum utan The Doors' mest kända hit Light My Fire.
Introt på låten Hyacinth House från 1971 torde ha inspirerat John Lennons låt Woman från LP:n Double Fantasy 1980. Likheten mellan de båda låtarnas intro är slående.